# 에바리스트 갈루아
에바리스트 갈루아(프랑스어: Évariste Galois 프랑스어 발음: [evaʁist ɡalwa], 1811년 10월 25일~1832년 5월 31일)는 프랑스의 사회운동가이자 수학자이다.
갈루아는 10대 시절에 수학의 오랜 난제였던 5차 이상의 고등 다항식을 거듭제곱근의 해로 나타낼 수 있는지 판별하기 위한 필요충분조건을 밝혔다. 이 과정을 통해서, 갈루아는 수열을 특정한 수학적 조건에 따라서 묶는 방법을 가리키는 군(프랑스어: groupe)이란 용어를 최초로 사용하였다. 갈루아의 연구는 추상대수학의 주요 분야인 갈루아 이론과 군론의 기반이 되었으며, 하위 분야인 갈루아 접속에 대한 이론적 기반이 되기도 하였다.
당시 프랑스는 루이 필리프 1세가 왕으로 있던 군주제였는데, 갈루아는 이에 반대하는 급진적인 공화주의자였다. 20세가 되던 해에 술집 작부가 빌미가 된 사소한 사건으로 인해서 결투 끝에 복부에 총상을 입고 짧은 생을 마감하게 된다.

## 생애

### 어린 시절
갈루아는 1811년 10월 25일 아버지 니콜라가브리엘 갈루아(프랑스어: Nicolas-Gabriel Galois)와 어아델라이드마리 드망트(프랑스어: Adélaïde-Marie Demante) 사이에서 태어났다. 아버지는 한 학교의 교장이었으며, 시를 짓는 것을 좋아했다고 한다. 또한, 공화주의자였으며, 부르라렌(프랑스어: Bourg-la-Reine) 지역 자유당의 당수였고, 루이 18세가 왕위에 복위된 1814년 부르라렌의 시장이 되었다. 어머니는 법률가의 딸로 라틴어로 된 고전 문학을 읽을 수 있었고, 갈루아는 12세가 될 때까지 어머니로부터 교육을 받았다. 갈루아는 10세 때에 프랑스 랭스에 있는 학교에 입학하기를 희망하였으나, 어머니는 아직 집에서 배우는 것이 좋겠다고 판단하였다.
1823년 갈루아는 리세 루이르그랑이라는 한 학교에 입학하였다. 갈루아가 입학한 해에 정치적인 문제로 100 여명이나 되는 학생들이 퇴학당하는 일이 있었지만, 갈루아는 별다른 문제없이 학교 생활을 하였고, 2학년 때에는 라틴어 과목에서 우수상을 수상하기도 하였다. 그러나 14세가 될 무렵에 갈루아는 학업에 흥미를 잃었고, 자신의 목마른 지식 욕구를 충족시켜 주는 유일한 과목인 수학에만 몰두하였다. 그러나 그럼에도 불구하고, 갈루아의 수학 성적은 좋지 않았다고 한다.
갈루아가 스스로 말한 바에 따르면, 그는 아드리앵마리 르장드르의 《기하학 기초》를 마치 소설처럼 읽었다고 하면서 처음 읽자마자 내용을 숙지하였다고 한다. 15세가 되자, 조제프루이 라그랑주의 《대수방정식 해법 탐구》를 읽었고, 이는 갈루아 자신의 방정식 이론을 세우는 기반이 되었다. 갈루아가 라그랑주의 《함수 계산 연습》과 같은 전문적인 수학 서적을 읽는 사이에도 학교는 평범한 수업만을 계속하였고, 갈루아의 이러한 학습에 대해서 부정적으로 평가하였다.

### 새내기 수학자
1828년 갈루아는 더 높은 수준의 수학 공부를 하기 위해서 별다른 시험 준비도 없이, 당시 프랑스의 최고의 수학과가 있었던 에콜 폴리테크니크 입학 시험에 응시하였다. 에콜 폴리테크니크는 당시 수학계에서 가장 저명한 학교였다. 그러나 갈루아는 면접 시험에서 떨어졌는데, 구두 시험에 대한 설명이 서툴렀기 때문이었다. 에콜 폴리테크니크 입학 시험에서 떨어진 갈루아는 당시 수학 과목에 대해서는 평판이 형편없었던 에콜 노르말 쉬페리외르(당시 이름은 에콜 프레파라투아르(프랑스어: École préparatoire), 예비 학교)에 입학하였다. 이 학교에서 갈루아의 상황을 헤아려 줄 교사를 만날 수는 없는 노릇이었다.
이듬해에 갈루아는 연분수를 주제로 한 첫 번째 논문을 발표하였다. 같은 기간에 갈루아는 다항 방정식에 대해서 연구하고 있었다. 갈루아는 프랑스 과학 아카데미 앞으로 두 편의 논문을 보냈다. 오귀스탱 루이 코시가 갈루아의 이 논문을 심사했지만, 불명확한 부분이 아직 남아있다는 이유로 출판은 거절하였다. 하지만 코시는 논문에 많은 문제가 있음에도 불구하고, 갈루아의 연구가 중요한 내용을 담고 있다는 것을 알게 되었고, 아카데미 수학상을 수여할 수 있도록 두 논문을 하나로 합쳐주라고 요청하였다. 당대에 가장 유명한 수학자들 가운데 한 명이었던 코시는 갈루아가 아카데미 수학상을 수상할 것이라고 생각했다.
갈루아의 아버지는 짧은 풍자시를 짓고는 했는데, 반대파는 그것을 교묘하게 위조해서 갈루아의 아버지를 공격하였고, 결국 시장직에서 물러나게 하였다. 1829년 7월 28일 갈루아의 아버지는 수치심을 이겨내지 못하고, 결국 자살하였다. 아버지가 죽은지 며칠이 지나지 않아서, 갈루아는 다시 한 번 더 에콜 폴리테크니크 입학시험에 응시하였다. 그러나 갈루아는 아버지의 죽음으로 매우 심란해져 있었기 때문에 시험에 제대로 응시할 수 없었다. 갈루아를 평가한 면접관은 그의 논술이 비약이 심해서 논리적으로 취약하였다고 평가하였다.
에콜 폴리테크니크 입학 시험에 낙방한 뒤, 갈루아는 에콜 노르말의 입학 시험을 치렀다. 에콜 노르말의 시험관은 "갈루아의 논지는 간혹 불명확하지만, 그의 수학적 지성과 번뜩이는 예지는 특이할 만하다"고 평가하였다. 결국, 갈루아는 입학 시험을 통과하였다.
갈루아는 5차 이상의 다항 방정식의 해의 존재를 가리는 판별식에 대한 자신의 논문을 여러 차례 제출하였으나, 살아 생전에 출판되지는 못하였다. 1829년 처음 제출한 두 편의 논문은 코시가 거절하면서 한 편으로 고쳐줄 것을 요청하였다. 그렇게 해서 한 편으로 고쳐서 제출된 논문은 아카데미 수학상의 심사위원이었던 조제프 푸리에에게 전달되었으나, 푸리에가 사망하면서 논문이 분실되었다. 결국, 그해 수상자는 카를 구스타프 야코프 야코비였는데, 심사 과정에서 갈루아의 논문과 닐스 헨리크 아벨의 논문은 석연찮은 이유로 제외되었다. 갈루아는 자신의 논문이 심사에서 제외된 것은 정치적 음모 때문이라고 생각하였다.
갈루아는 결국 수상에 실패하였지만, 자신의 논문을 학회지에 기고해서 출간하였다. 하나는 갈루아 이론에 대한 것이었고, 다른 하나는 고차 방정식의 해에 대한 것이었으며, 세 번째의 것은 유한체에 대해서 최초로 정리한 것이었다.

### 공화주의자
갈루아가 살던 시기 프랑스의 정치 상황은 매우 불안하였다. 1824년 루이 18세의 뒤를 이어 샤를 10세가 즉위하였지만, 1827년 선거에서 그를 지지하던 정파는 다수당의 지위를 잃었고 1830년에는 반대파였던 자유당이 다수당이 되었다. 사퇴 압력에 직면한 샤를 10세는 쿠데타를 일으키고 악명높은 7월 포고령을 선포하였지만, 이 때문에 일어난 7월 혁명으로 결국 하야하였고, 루이 필리프 1세가 새 왕으로 즉위하였다. 에콜 폴리테크니크의 학생들도 혁명에 참여하여 거리 곳곳에서 역사를 만들었다. 하지만, 이 "영광의 3일" 동안 갈루아와 에콜 노르말의 학생들은 교장에 의해 학교에 감금되어 한 발자국도 나갈 수 없었다. 갈루아는 격분하여 교장을 신랄하게 비난하는 편지를 〈가제트 데제콜〉(프랑스어: La Gazette des Écoles)에 기고하였다. 편지에는 갈루아의 실명이 그대로 담겨 있었다. 〈가제트〉의 편집진은 갈루아의 이름을 감춘 채 보도하였지만, 갈루아는 퇴학 당하고 말았다.
갈루아가 공식적으로 제적된 것은 1831년 1월 4일이었지만, 갈루아는 편지 사건 직후 학교를 그만두고 급진 공화주의 세력이었던 국가방위군 포병대에 가입하였다. 학교를 그만 둔 이후 갈루아는 수학과 정치 집회에만 몰두하였다. 대원들과 함께 정치 토론을 거치면서 갈루아는 자연스레 국가방위군 포병대의 일원이 되었다. 1830년 12월 31일, 국가방위군 포병대는 정부를 약화시키고자 한다는 이유로 해산되었다. 같은 시기 19 살 포병대 장교였던 갈루아는 국가전복 음모에 가담하였다는 혐의로 체포되었다.
1831년 4월이 되자 포병대 장교들에게 씌워졌던 혐의가 벗겨져 모두 석방되었다. 5월 9일 포병대원들은 명예가 회복된 것을 기념하여 알렉상드르 뒤마와 같은 저명한 인물들을 초청한 가운데 연회를 열었다. 연회는 얼마지나지 않아 시끌벅적하게 변했고, 갈루아는 단도를 잔에 대면서 국왕 루이 필리프 1세를 위해 건배하였다. 누군가 갈루아가 왕의 목숨을 위협했다고 밀고하였고 다음날 체포되었지만, 6월 15일 석방되었다.
갈루아는 바스티유의 날인 7월 14일 국가방위군 포병대의 제복을 입고 권총과 소총, 단도로 무장한 채 공화주의 시위를 주도하였다. 이 일로 갈루아는 다시 체포되었으며 금지된 국가방위군 포병대 군복을 입었다는 이유로 6개월 금고형을 선고받았다. 갈루아는 1832년 4월 29일까지 수감되었고, 이 기간 동안 그의 수학 이론을 개발해나갔다.

### 결투와 사망

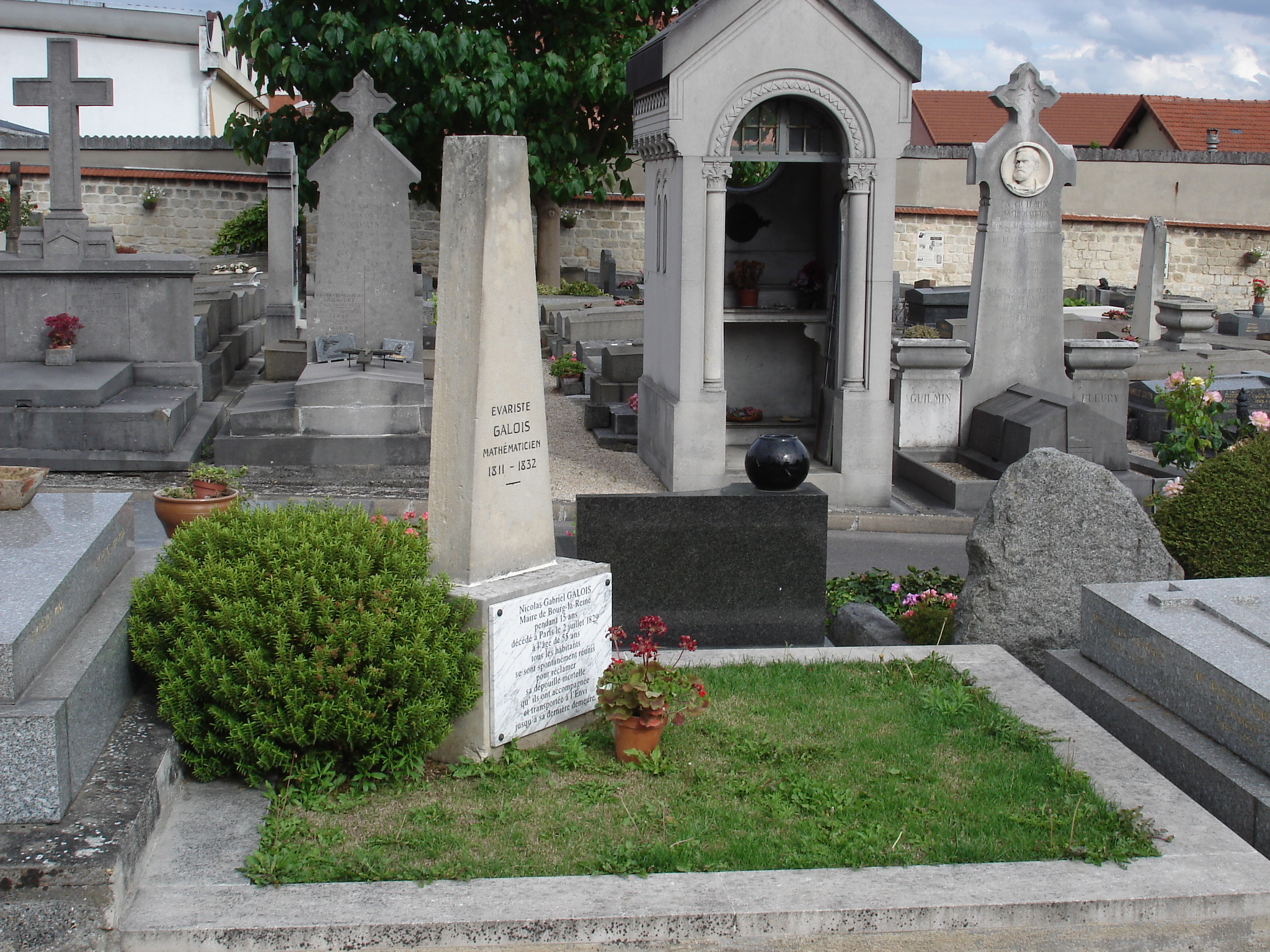
갈루아를 기념하는 비석. 갈루아는 일반 공동 묘지에 묻혀 실재 그의 무덤이 어디에 있는 지는 알 수가 없다.

갈루아는 수감을 계기로 수학을 다시 시작하였지만 집중하지는 못했다. 갈루아는 에콜 노르말 쉬페리외르에서 퇴학당한 이후 개인적으로 대수학 공부를 이어갔지만, 정치적 행동이 우선하였다. 1832년 1월 갈루아는 시메옹 드니 푸아송의 요청으로 방정식 이론에 대한 논문을 제출하였다. 푸아송은 7월이 되어서야 "갈루아의 방정식 이론은 충분히 엄밀하지도 않고 더 이상 엄밀하게 발전시킬 수도 없을 것"이어서 "이해할 수 없다"며 거절하였다. 그러나 그는 이와 같은 평가서 말미에 "우리는 저자가 보다 명확한 견해를 가진 양식으로 자신의 연구 전체를 작성하여 출판하기를 바란다"고 적었다. 푸아송의 평가서가 작성될 무렵 갈루아는 바스티유의 날 사건으로 체포되어 수감되었기 때문에, 10월이 되어서야 평가서를 받아볼 수 있었다. 자신이 처한 불운한 상황 때문에 침울해 있던 갈루아는 이 평가서를 보고 매우 격하게 반발하였으며, 차라리 나중에 자비로 출간할지언정 아카데미를 통해서 자신의 논문을 출판하는 것은 단념하겠다고 친구인 오귀스트 슈발리에(프랑스어: Auguste Chevalier)를 통해 답장을 보냈다. 하지만, 갈루아는 푸아송의 의견에 따라 자신의 연구를 다시 살펴보기 시작하였고, 그동안 작성하였던 기록들을 모두 감옥으로 보내달라고 하여 출옥할 때까지 연구하였다.
갈루아는 석연찮은 이유로 1832년 5월 30일 수요일 아침에 결투를 하게 되었다. 기록에 의하면 명사수 데르벵빌은 스테파니와 갈루아가 사랑에 빠졌음을 눈치채고 갈루아에게 결투를 청했다. 갈루아가 왜 결투를 피하지 않았는지에 대해서는 추측만 무성할 뿐이다.결투가 있기 5일전 갈루아는 친구 슈발리에에게 이루어지지 않은 사랑 때문에 결투를 하게 되었다고 편지를 썼다.
믿을 만한 몇몇 조사에서 갈루아가 사랑에 빠졌던 여인의 이름은 스테파니펠리시 포트랭 뒤 모텔(프랑스어: Stéphanie-Félicie Poterin du Motel)이라고 밝히고 있다. 뒤 모텔은 갈루아가 생애 마지막 한 달간 머물렀던 여관 주인의 딸이었다. 갈루아 자신이 쓴 편지에 뒤 모텔의 이름을 지웠던 흔적이 있다. 갈루아는 뒤 모텔이 맞닥뜨린 어떤 문제를 해결해주려고 하다가 결투에 연루되었다고 추측되고 있다. 스코틀랜드의 수학자이자 오랫동안 갈루아의 일생을 연구하였고 《수학을 만든 사람들》을 집필한 에릭 템플 벨(영어: Eric Temple Bell)은 갈루아가 왕당파와 경찰이 연루된 정치적 사건에 휘말렸다고 썼다. 그러나, 미국 우주망원경 과학 학회의 과학부장인 마리오 리비오는 갈루아가 결투 전날 자신의 정치적 동지들에게 썼던 편지를 아래와 같이 공개하면서 결투 상대가 오히려 공화주의자였다는 것을 말하고 있다.
| “ | 두 애국지사가 결투를 걸어왔습니다. …… 저는 피할 수 없습니다. …… 이런 사소한 일을 두고 내 의지에 반해 결투를 했다는 사실을 입증해 주십시오. 조국에 내 이름을 남길 만큼 오래 살지 못하는 운명이니 여러분이 나를 기억해 주시기 바랍니다. | ” |
|   | — 갈루아, 1832년 편지 |   |

갈루아는 이 편지 외에도 모든 공화주의자 동지에게 보내는 편지와 슈발리에에게 보내는 편지를 남겼다. 슈발리에에게 남긴 편지에는 갈루아가 그동안 연구하였던 수학 이론에 대한 간략한 정리가 들어 있었다. 갈루아는 이 편지에서 다음과 같이 당부하였다.
| “ | Tu prieras publiquement Jacobi ou Gauss de donner leur avis, non sur la vérité, mais sur l’importance des théorèmes. Après cela, il y aura, j’espère, des gens qui trouveront leur profit à déchiffrer tout ce gâchis. 야코비나 가우스에게 평해 달라고 해 줘. 이 정리들이 참인지가 아니라, 이 정리들이 얼마나 중요한지 말야. 훗날 (바라건대) 사람들은 이 엉망인 내용을 해석할 필요가 있을 테니까. | ” |

1832년 5월 30일 갈루아는 권총을 사용한 결투에서 오른쪽 복부에 총상을 입었고, 총알은 내장을 뚫고 들어가 왼쪽 둔부에 박혔다. 갈루아를 코섕(프랑스어: Cochin) 병원에 데려간 사람은 갈루아의 남동생인 알프레드였다. 병원의 의사는 이미 가망이 없다고 판단하고 가족을 불렀다. 급히 달려온 남동생에게 갈루아는 다음과 같이 말했다.
| “ | Ne pleure pas, Alfred ! J’ai besoin de tout mon courage pour mourir à vingt ans ! 울지 마, 알프레드! 20살 나이에 죽으려면 있는 용기 없는 용기 다 짜내야 하니까! | ” |

다음날 갈루아는 사망하였고, 6월 1일 사망확인서가 발급되었다.
알렉상드르 뒤마는 갈루아와 결투는 벌인 사람이 페쇠 데르뱅빌(프랑스어: Pescheux d’Herbinville)이라고 여겼다.
갈루아의 장례식엔 2000여 명의 인파가 몰려들었고, 이때 경찰과 갈루아의 동료들 사이에 일대 난투극이 벌어졌다.

## 주요 업적
갈루아는 추상대수학과 군론, 갈루아 이론 등에서 중요한 개념들을 도입하였다.

### 대수학
갈루아 이전부터 여러 수학자들이 군에 대한 개념을 알고 있었지만, 군이라는 이름을 처음으로 사용하고, 군론의 기반을 마련한 것은 갈루아였다. 갈루아는 오늘 날에 정규 부분군으로 불리는 군을 정의하였다. 또한, 갈루아의 이름을 기려서 갈루아 체라고도 불리는 유한체를 처음으로 도입하였다. 그뿐만이 아니라, 갈루아는 소수체 위에서의 일반선형군 GL(v, p)을 정의하고, 이의 차수를 계산하기도 하였다. 또한, 특정한 5차 이상의 방정식의 일반적인 해법을 정의 했다.

### 갈루아 이론
갈루아의 가장 중요한 수학적인 업적으로는 갈루아 이론의 개발이 꼽힌다. 갈루아는 순열군을 이용해서 주어진 방정식의 다양한 해들이 서로 어떻게 대응되는가를 기술하고, 이를 이용해서 다항 방정식이 거듭제곱근을 해로 갖는 필요충분조건에 대한 판별식을 개발하였다.

## 같이 보기
- 갈루아 이론
- 군론
- 닐스 헨리크 아벨

## 참고 문헌
- Rigatelli, Laura Toti (1996). 《Évariste Galois》 (영어). Birkhauser. ISBN 3-7643-5410-0.
- Infeld, Leopold (1948). 《Whom the Gods Love: The Story of Evariste Galois》 (영어). National Council of Teachers of Mathematics. ISBN 0-87353-125-6.
- Tignol, Jean-Pierre (2001). 《Galois’s theory of algebraic equations》 (영어). Singapore: World Scientific. ISBN 981-02-4541-6.
- Astruc, Alexandre (1994). 《Évariste Galois》 (프랑스어). Flammarion. ISBN 2-08-066675-4.
- Ehrhardt, Caroline (2011). 《Évariste Galois, la fabrication d'une icône mathématique》 (프랑스어). EHESS. ISBN 978-2-7132-2317-4.
- 리비오, 이름=마리오 (2009). 《에바리스트 갈루아: 한 수학 천재를 위한 레퀴엠》. 심재관 역. 살림MATH. ISBN 89-522-1247-9.
  - Livio, Mario (2006). 《The equation that couldn’t be solved: how mathematical genius discovered the language of symmetry》 (영어). Souvenir Press. ISBN 0-285-63743-6.